# 超準解析
微分積分学の歴史は、流率法あるいは無限小数の意味および論理的妥当性に関する哲学的論争を孕んでいる。これらの論争の標準的な解決策は、微分積分学における操作を無限小ではなくイプシロン-デルタ論法によって定義することである。超準解析（英: nonstandard analysis）は代わりに論理的に厳格な無限小数の概念を用いて微分積分学を定式化する。Nonstandard Analysisは直訳すれば非標準解析学となるが、齋藤正彦が超準解析という訳語を使い始めたため、そのように呼ばれるようになった。無限小解析（infinitesimal analysis）という言葉で超準解析を意味することもある。

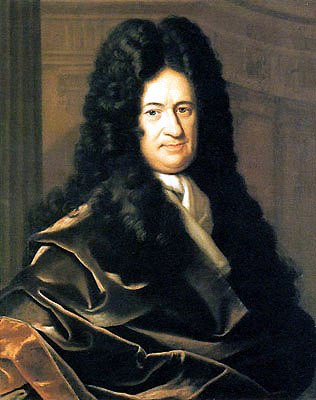
ゴットフリート・ライプニッツは無限小たちを含む理想的数を導入することを主張した。

超準解析は1960年代に数学者アブラハム・ロビンソンによって創始された。 彼は次のように記述している：
[...] 無限に小さいあるいは無限小の量という概念は我々の直観に自然に訴えかけるように見える。何れにせよ、無限小の使用は、微分学・積分学の黎明期において、広く普及した。相異なる2つの実数の差が無限に小さくなることはないという [...] 異論に対して、ゴットフリート・ライプニッツは、無限小の理論は理想的数――それは実数と比較して無限に小さかったり無限に大きかったりするものであるが、後者（訳注：実数）と同じ性質を有する――の導入を含意するものであると主張した。
ロビンソンはこのライプニッツの連続性の原理は移行原理の先駆けであるとしている。ロビンソンは次のように続ける：
しかしながら、彼も、彼の弟子たちや後継者たちも、このようなシステムに繋がる合理的な進展（訳注：そのような原理を合理化するもの）を得なかった。その結果、無限小の理論は徐々に評判を落としてゆき、最終的には古典的な極限の理論に取って代わられた。
ロビンソンはさらに次のように続ける：
本書では、ライプニッツのアイデアが完全に正当なものであり、古典解析やその他の多くの数学の分科に対する新奇で実りあるアプローチに繋がることを示す。我々の方法の鍵は、現代モデル理論の基盤にある、数学の言語と数学的構造との間の関係の詳細な分析によって齎される。

1973年、直観主義者アレン・ハイティングは超準解析を「重要な数学的研究の標準モデル」だと賞賛した。

## 導入
順序体 {\displaystyle \mathbb {F} } の非零元が無限小であるとは、その絶対値が {\displaystyle {\frac {1}{n}}}（{\displaystyle n} は標準的自然数）の形をした如何なる {\displaystyle \mathbb {F} } の元よりも小さいことをいう。無限小を持つ順序体は非アルキメデス的であるという。もっと一般に、超準解析は超準モデルと移行原理に基づくあらゆる形態の数学をいう。実数に対して移行原理を満たすような体を超実数体といい、超準実解析学はそういった体を実数の超準モデルとして用いる。
ロビンソン自身のアプローチはそれら実数体の超準モデルに基づく。彼のこの分野に関する古典的・基礎的な本 Non-standard Analysis は1966年に出版され、現在も販売されている。 88ページにおいて、ロビンソンは次のように書いている：
算術の超準モデルの存在はトアルフ・スコーレム（1934）によって発見された。スコーレムの手法は超冪構成を予示するものである [...]
無限小計算を展開するには幾つかの技術的問題を解決しなければならない。例えば順序体に無限小を付け加えたものを構成するだけでは不十分である。これに関連するアイデアにまつわる議論は超実数の記事を参照。

## 基本的定義
本節では超実数体 {\displaystyle {}^{\ast }\mathbb {R} } の最も簡明な定義のひとつを概説する。{\displaystyle \mathbb {R} } を実数体、{\displaystyle \mathbb {N} } を自然数の成す半環とする。また、{\displaystyle \mathbb {R} ^{\mathbb {N} }} によって実数列の成す集合を表す。体 {\displaystyle {}^{\ast }\mathbb {R} } は {\displaystyle \mathbb {R} ^{\mathbb {N} }} の適当な商（後述）として定義される。いま {\displaystyle \mathbb {N} } 上の非単項超フィルター {\displaystyle F} を取る。とくに {\displaystyle F} はフレシェフィルターを含む。次の2つの実数列を考える
{\displaystyle u=(u_{n}),v=(v_{n})\in \mathbb {R} ^{\mathbb {N} }}
このとき {\displaystyle u} と {\displaystyle v} が同値であるということを、それらが超フィルターに属す集合上で一致すること、あるいは同じことであるが、次の式によって定義する：
{\displaystyle \{n\in \mathbb {N} :u_{n}=v_{n}\}\in F}
この同値関係による {\displaystyle \mathbb {R} ^{\mathbb {N} }} の商がひとつの超実数体（a hyperreal field）{\displaystyle ^{*}\mathbb {R} } を与える。この状況を簡単に {\displaystyle ^{*}\mathbb {R} ={\mathbb {R} ^{\mathbb {N} }}/{F}} と表す。この構成は {\displaystyle F} による {\displaystyle \mathbb {R} } の超冪と呼ばれる。

## 動機
超準解析を考えることには少なくとも3つの理由（歴史的、教育的、技術的）がある。

### 歴史的
ニュートンとライプニッツによる無限小解析の最も初期の成果の多くは infinitesimal number や vanishing quantity といった表現を用いて定式化されていた。超実数の記事で注意されているように、それらの定式化はジョージ・バークリーなどから広く批判を受けた。無限小を使用した解析学の整合的な理論の構築が問題であったが、これを満足のいく仕方で成し遂げた最初の人物がアブラハム・ロビンソンである。
1958年にクルト・シュミーデンとデトレフ・ラウグヴィッツは論文 "Eine Erweiterung der Infinitesimalrechnung" ("An Extension of Infinitesimal Calculus") を出版した。この論文は無限小を含む環の構成法を提案したものである。この環は実数列達から構成される。2つの数列が同値と看做されるのは、それが高々有限個の要素だけ異なっているときである。算術演算は要素毎に定義される。しかしながら、このようにして構成された環は零因子を含み、よって体を成さない。

### 教育的
ハワード・ジェローム・キースラー、デイビット・トールやその他の教育者らは、無限小の使用は学生達にとって"イプシロン-デルタ"アプローチよりもより直感的かつ容易に解析学的概念を把握することができるものである、と主張する。このアプローチはしばしば、対応するイプシロン-デルタで定式化された証明よりも、より易しい証明を提供する。大抵の単純化は、次のような超準算術の大変簡単な法則を適用することから得られる：
無限小 × 有限 = 無限小
無限小 + 無限小 = 無限小
および後で述べる移行原理である。
超準解析の別の教育的な応用はエドワード・ネルソンによる確率過程の取り扱いである。彼のアプローチは測度論的確率論のオルタナティヴを与えるものでもある。従来の測度論的確率論に於いて無限確率空間を用いて定式化されていた現象が、超準的な意味での有限確率空間によって再定式化される。それゆえ、測度論や積分論の知識を用いることなく、初等的な有限確率論と超準解析を用いて高度な確率論を展開することが可能となる。

### 技術的
幾つかの最近の研究は、超準解析の概念を用いた解析学、とくに統計学や数理物理学における極限過程の研究において為されている。セルジオ・アルベヴェリオらはそれらの幾つかの応用について論じている。物理学への例を示す書籍としてがあり。

## ロビンソンの書
アブラハム・ロビンソンの書 Non-standard analysis は1966年に出版された。この本で開発された幾つかのトピックは、彼の1961年の同名の論文（Robinson 1961）で既に与えられている。この本は、超準解析の最初の完全な取扱いを含むことの他にも、詳細な歴史的な章を含んでいる。そこでロビンソンは、無限小が矛盾した量であるという超準解析以前（pre-NSA）の認識に基づく、数学の歴史に関する広く信じられている幾つかの見解に挑戦している。ロビンソンは、連続関数の級数の収束に関するオーギュスタン＝ルイ・コーシーの Cours d'Analyse にある "sum theorem" が誤りであるという考え方に挑み、この"定理"の仮定に無限小に基く解釈を与えて正しい定理になるようにすることを目論んだ。

## 論理的枠組み

### ふたつのアプローチ
超準解析には2つの非常に異なったアプローチがある：ひとつは意味論的あるいはモデル論的アプローチであり、もうひとつは構文論的アプローチ（公理論的アプローチ）である。これらのアプローチはどちらも、解析学以外にも、数論、代数やトポロジーを含む、他の数学の領域に適用される。
ロビンソンによる超準解析の元々の定式化は「意味論的アプローチ」のカテゴリーに分類される。彼が一連の論文で行ったように、これは理論のモデル（とくに飽和モデル）の研究に基づく。ロビンソンの仕事が最初に現れてから、Elias Zakonは上部構造と呼ばれる純粋に集合論的な対象を用いたより単純な意味論的アプローチを開発した。このアプローチでは、「理論のモデル」は集合 {\displaystyle S}の「上部構造」 {\displaystyle V(S)} と呼ばれる対象で置き換えられる。上部構造 {\displaystyle V(S)} に超冪構成を適用することで、写像 {\displaystyle \ast :V(S)\to {}^{\ast }V(S)} を伴い移行原理を満たす別の対象 {\displaystyle {}^{\ast }V(S)} を構成することができる。写像 {\displaystyle \ast } は {\displaystyle V(S)} と {\displaystyle {}^{\ast }V(S)} の形式的性質を関連付ける。さらに、飽和性のより簡素な形である可算飽和性を考えることもできる。この簡素化されたアプローチはモデル理論やロジックの専門家ではない数学者が超準解析を使用する場合により適している。なぜなら、可算飽和性を満たすモデルは前述したフレシェ超フィルターによる超冪によって構成でき、各々の超準的対象は「標準的対象の可算列の同値類」という具体的な描像を持つからである。（一方、より飽和性の高いモデルの構成には、善良超フィルターや初等鎖の極限など、より高度な集合論的・モデル論的な道具立てを必要とする。）
「構文論的アプローチ」は数理論理学とモデル理論に関して遥かに少ない理解と使用を要する。このアプローチは1970年代半ばに数学者エドワード・ネルソンによって開発せられた。ネルソンは内的集合論（IST）と彼が呼ぶ完全に公理的な超準解析の定式化を導入した。ISTは二項帰属関係 {\displaystyle \in } に関するツェルメロ＝フレンケル集合論（ZFC）に新しい単項述語「標準的」を追加する。この新しい述語は、集合論的宇宙の要素達に適用可能なものであって、それに関する推論の為の幾つかの公理を伴う。この方向からのアプローチはフルバチェックらによって進展された。
構文論的な超準解析は数学者が通常当たり前と考える集合構成原理（形式的には内包原理として知られる）の適用において細心の注意を要する。ネルソンが指摘するように、IST内の推論における誤りは「非合法な集合構成」によるものである。例えば、ちょうど標準的自然数からなる集合はISTにおいては存在しない（ここで「標準的」は新たに導入した述語の意味に解する）。非合法な集合構成を回避するために、部分集合の定義（内包性公理の適用）にはZFCの論理式だけを使用しなければならない。
構文論的アプローチの別の例としてはヴォピェンカによって導入された代替集合論がある。これはZF公理系よりもより超準解析と両立的な集合論的公理を探るものである。
その他の構文論的アプローチとして {\displaystyle \alpha } と呼ばれる特殊な定数記号（これはある固定した無限大超自然数と思える）を公理的に導入する Alpha Theory がある。

### 上部構造アプローチ
以下ではモデル論的アプローチに分類される上部構造アプローチについて述べる。任意の集合 {\displaystyle S} が与えられたとき、{\displaystyle S} の上部構造（superstructure）とは次のように帰納的に定義される集合 {\displaystyle V(S)} である：
{\displaystyle V_{0}(S)=S,}
{\displaystyle V_{n+1}(S)=V_{n}(S)\cup {\mathcal {P}}(V_{n}(S)),}
{\displaystyle V(S)=\bigcup _{n\in \mathbf {N} }V_{n}(S).}
つまり {\displaystyle S} の上部構造は {\displaystyle S} から始めて、{\displaystyle S} の冪集合を {\displaystyle S} に添加していく操作を繰り返し、それによって得られた列の和集合を取ることで得られる。実数たちの上部構造は沢山の数学的構造を含む：例えば全ての可分距離空間や距離化可能位相線型空間の同型なコピーを含む。実質的には、解析学者が興味を持つ全ての数学が {\displaystyle V(\mathbb {R} )} の中で展開できる。一般に、ある一群の数学的対象 {\displaystyle X_{0},X_{1},\ldots } について議論したいならば、それらの和集合の上部構造を考えればよい。
超準解析の道具立ては集合 {\displaystyle {}^{\ast }\mathbb {R} } と写像 {\displaystyle \ast \colon V(\mathbb {R} )\to V({}^{\ast }\mathbb {R} )} で幾つかの追加の性質を満たすものである。それらの原理を定式化するために、最初に幾つかの定義を述べる。
論理式が有界であるとは、その論理式に現れるどの量化子も、それぞれある集合上に制限されていること、すなわち、次の何れかの形をしているときにいう：
{\displaystyle \forall x\in A,\Phi (x,\alpha _{1},\ldots ,\alpha _{n})}
{\displaystyle \exists x\in A,\Phi (x,\alpha _{1},\ldots ,\alpha _{n})}
例えば、論理式
{\displaystyle \forall x\in A,\ \exists y\in 2^{B},\quad x\in y}
は有界である：全称量化された変数 x は A 上を走り, 存在量化された変数 y は B の冪集合上を走る。他方で、
{\displaystyle \forall x\in A,\ \exists y,\quad x\in y}
は有界でない。なぜなら y の量化が制限されていないからである。有界論理式の真偽はあるランクの {\displaystyle V_{n}(S)} の中で完全に決定され、{\displaystyle V(S)} 全体を参照する必要がないことが重要である。

### 内的集合
集合 x が内的とは、ある {\displaystyle A\in V(\mathbb {R} )} に対して {\displaystyle x\in {}^{\ast }A} となることをいう。{\displaystyle A\in V(\mathbb {R} )} ならば {\displaystyle {}^{\ast }A} 自身が内的である。
超準解析の基本的な論理的枠組みを定式化しよう：
- 拡大原理：写像 {\displaystyle \ast } は {\displaystyle \mathbb {R} } 上で恒等的である。
- 移行原理：いかなる有界論理式 {\displaystyle P(x_{1},\ldots ,x_{n})} と {\displaystyle A_{1},\ldots ,A_{n}\in V(\mathbb {R} )} に対しても、次の同値が成り立つ：

{\displaystyle P(A_{1},\ldots ,A_{n})\iff P({}^{\ast }A_{1},\ldots ,{}^{\ast }A_{n})}
- 可算飽和性：もし {\displaystyle \{A_{k}\}_{k\in \mathbb {N} }} が空でない内的集合の減少列ならば、

{\displaystyle \bigcap _{k}A_{k}\neq \emptyset }
超積を用いることで、このような写像 {\displaystyle \ast } が存在することが示せる。{\displaystyle V(\mathbb {R} )} の元は標準的と呼ばれる。{\displaystyle {}^{\ast }\mathbb {R} } の元は超実数と呼ばれる。

### κ-飽和性
飽和原理はより高次の基数を許すことによって「改良」することができる。モデルが {\displaystyle \kappa }-飽和であるとは、{\displaystyle \{A_{i}\}_{i\in I}} が有限交叉性を持つ内的集合の族（族は外的であってよい）で {\displaystyle |I|\leq \kappa } のときには必ず次が成り立つことをいう：
{\displaystyle \bigcap _{i\in I}A_{i}\neq \emptyset }
添字集合の条件を {\displaystyle |I|<\kappa } とする流儀もある。例えば、最初の流儀で {\displaystyle \aleph _{0}}-飽和（可算飽和）と呼ばれるものは、後者の流儀では {\displaystyle \aleph _{1}}-飽和と呼ばれる。以下の記述は最初の流儀に従う。
この原理は有用である。例えば、位相空間 {\displaystyle X} において、全ての標準的な近傍の共通部分（モナド）が内的な（超準）近傍を含むことを保証するために {\displaystyle 2^{|X|}}-飽和性を用いることができる。より精密には {\displaystyle \chi (X)}-飽和性があれば十分である。ここで {\displaystyle \chi (X)} は {\displaystyle X} の指標を表す。この事実は、開集合、連続写像、コンパクト性などの概念の標準的な定義と超準的な定義との同値性を示すのに使われる。一方、実数全体 {\displaystyle \mathbb {R} } は第一可算であるので、初等的な解析学に関する限り、可算飽和性があれば十分である。
いかなる基数 {\displaystyle \kappa } に対しても、（{\displaystyle \kappa } を固定する毎に）{\displaystyle \kappa }-飽和的な拡大を構成できる。
集合論（の十分大きい部分（例えば上部構造））の超準モデル {\displaystyle M} が {\displaystyle \kappa }-飽和的なとき、{\displaystyle M} の内的な無限集合の濃度は {\displaystyle \kappa } より大きい。特に台集合 {\displaystyle M} の濃度は {\displaystyle \kappa } より大きい。
一方で次の飽和原理の弱い形である広大化（enlargement）の原理は基数の制限を除くことができる。超準宇宙が広大化であるとは、{\displaystyle \{A_{i}\}_{i\in I}} が有限交叉性を持つ標準集合の族のとき、必ず次が成り立つことをいう：
{\displaystyle \bigcap _{i\in I}{}^{\ast }A_{i}\neq \emptyset }
この原理は {\displaystyle |I|}-飽和原理から帰結する。したがって {\displaystyle \kappa } を標準集合全体の濃度とすれば、{\displaystyle \kappa }-飽和モデルは広大化の原理を満たす。先述したモナドの性質などは広大化の原理から導かれる。
{\displaystyle \aleph _{0}} を超える飽和原理はしばしば本質的に用いられる。1+1次元時空のディラック方程式の経路積分に基づく解法は超準解析を用いて測度論的に正当化できることが知られている。この超準的な解法において、光速度 {\displaystyle c} を正の無限大超実数と置くことで、非相対論的極限である1+1次元時空のシュレーディンガー方程式の解が得られる。この解法において {\displaystyle 2^{\aleph _{0}}}-飽和性が本質的に用いられる。

## 微分積分学の超準化
記号 {\displaystyle {}^{\ast }\mathbb {N} } で超自然数の集合を表すものとする。拡大原理によれば、これは {\displaystyle \mathbb {N} } の上位集合になっている。集合 {\displaystyle {}^{\ast }\mathbb {N} \setminus \mathbb {N} } は空でない。このことを見るためには、可算飽和性を次の内的集合の列に適用する：
{\displaystyle A_{n}=\{k\in {^{*}\mathbb {N} }:k\geq n\}}
列 {\displaystyle \{A_{n}\}_{n\in \mathbb {N} }} は空でない減少列であるから、所望の結果を得る。
幾つかの定義から始める：超実数 {\displaystyle r,s} が無限に近いとは、次が成り立つことをいう：
{\displaystyle r\cong s\iff \forall \theta \in \mathbb {R} ^{+},\ |r-s|\leq \theta }
超実数 {\displaystyle r} が無限小（infinitesimal）であるとは、それが 0 に無限に近いことである。例えば、もし {\displaystyle n} が自然数でない超自然数、つまり、{\displaystyle {}^{\ast }\mathbb {N} \setminus \mathbb {N} } の元であるならば、{\displaystyle {\frac {1}{n}}} は無限小である。超実数 {\displaystyle r} が限定（limited）または有限（finite）とは、その絶対値がある標準自然数で抑えられる（より小さい）ことである。有限超実数の全体は、全ての実数を含むような、{\displaystyle {}^{\ast }\mathbb {R} } の部分環を成す。この環において、無限小超実数の全体はイデアルを成す。
有限超実数の成す集合や無限小超実数の成す集合は {\displaystyle V({}^{\ast }\mathbb {R} )} の外的な部分集合である。これの意味するところは（実際的な場面においては）内的集合に限定された有界量化は、これらの集合を亙ることはできないということである。
例：超実平面 {\displaystyle {}^{\ast }\mathbb {R} \times {}^{\ast }\mathbb {R} } は内的であり、平面ユークリッド幾何のモデルである。他方、各座標を有限値に限定したもの（デーン平面の類似）は外的であり、平行線公準を破る。例えば {\displaystyle (0,1)} を通り無限小の傾きを持つどんな直線も {\displaystyle x} 軸と平行である。
定理. いかなる有限超実数 {\displaystyle r} も、ある一意的な標準実数 {\displaystyle \mathrm {st} (r)} に無限に近い。これにより定まる写像 {\displaystyle \mathrm {st} } は有限超実数の成す環から {\displaystyle \mathbb {R} } への環準同型になっている。
この写像 {\displaystyle \mathrm {st} } もまた外的である。
{\displaystyle \mathrm {st} (r)} を {\displaystyle r} の標準部という。どんな有限超実数も標準実数と無限小超実数の和として一意的に表せるので、複素数における実部と虚部に倣って、その標準項のことを標準部というのである。超実数の標準部の存在は次のようにして示される：どんな有限超実数 {\displaystyle s} も、{\displaystyle s} 未満からなる標準実数の集合 {\displaystyle L} を定める。{\displaystyle s} は有限であるから {\displaystyle L} は上に有界な非空集合である。したがって実数の完備性より、{\displaystyle L} は標準実数の範囲で上限を持ち、これが標準部の条件を満たすことが確かめられる。
連続性の直観的な特徴付けとして次のものがある：
定理. 区間 {\displaystyle [a,b]} 上の実数値関数 {\displaystyle f} が連続であるのは、区間 {\displaystyle {}^{\ast }[a,b]} 内のどんな超実数 {\displaystyle x} に対しても {\displaystyle {}^{\ast }f(x)=f(\mathrm {st} (x))} が成り立つとき、かつそのときに限る。（詳しく微小連続の項を参照）
同様に、
定理. 実数値関数 {\displaystyle f} が実数値 {\displaystyle x} において微分可能であるのは、任意の無限小超実数 {\displaystyle h} に対して、標準部
{\displaystyle f'(x)=\operatorname {st} \left({\frac {{^{*}f}(x+h)-{^{*}f}(x)}{h}}\right)}
が存在し（つまり括弧内の差分商が有限値で）かつ {\displaystyle h} に依存しないとき、かつそのときに限る。このとき {\displaystyle f'(x)} は実数であり、{\displaystyle f} の {\displaystyle x} における微分となる。

## 不変部分空間の問題
アブラハム・ロビンソンとアレン・バーンスタイン(Allen Bernstein)は、ヒルベルト空間上のいかなる多項式的コンパクト線型作用素も不変部分空間を持つことを示すのに、超準解析を用いた。これは不変部分空間の問題（invariant subspace problem）を部分的に解決したもので、超準解析による最初期の非自明な応用（新しい定理の証明）である。
ヒルベルト空間 {\displaystyle H} 上の所与の作用素 {\displaystyle T} に対して、{\displaystyle T} の反復による {\displaystyle H} の点 {\displaystyle v} の軌道を考える。グラム・シュミットの正規直交化法をこの軌道に適用することで {\displaystyle H} の正規直交系 {\displaystyle \{e_{i}\}} が得られる。いま {\displaystyle \{H_{i}\}} を {\displaystyle H} の"座標"部分空間からなる増大列とする。{\displaystyle T} の {\displaystyle \{e_{i}\}} に関する表現行列 {\displaystyle \{a_{i,j}\}} は殆ど上三角（almost upper diagonal）、つまり、係数 {\displaystyle a_{i+1,i}} だけが対角下（sub-diagonal）に於いて非零である。バーンスタインとロビンソンは、もし {\displaystyle T} が多項式的コンパクトならば、超有限添数 {\displaystyle w} があって、行列係数 {\displaystyle a_{w+1,w}} が無限小となることを示す。次に、{\displaystyle {}^{\ast }H} の部分空間 {\displaystyle {}^{\ast }H_{w}} を考える。もし {\displaystyle y\in {}^{\ast }H_{w}} が有限なノルムを持つなら、{\displaystyle {}^{\ast }Ty} は {\displaystyle {}^{\ast }H_{w}} に無限に近い。
いま {\displaystyle T_{w}} を {\displaystyle {}^{\ast }H_{w}} 上の作用素 {\displaystyle P_{w}\circ T} とする。ここで {\displaystyle P_{w}} は {\displaystyle {}^{\ast }H_{w}} への直交射影である。{\displaystyle q} を {\displaystyle q(T)} がコンパクトとなるような一次以上の複素係数多項式とする。部分空間 {\displaystyle {}^{\ast }H_{w}} は内的かつ超有限次元である。有限次元複素線形空間における上三角化可能性に対して移行原理を適用することで、{\displaystyle {}^{\ast }H_{w}} の内的な正規直交基 {\displaystyle \{e_{k}\}_{k=1,\ldots ,w}} を上手く取ることにより、対応する {\displaystyle k}-次元部分空間 {\displaystyle E_{k}} が {\displaystyle {}^{\ast }T}-不変となるようにできる。{\displaystyle \Pi _{k}} で {\displaystyle E_{k}} への射影を表すものとする。ある有限ノルムの非ゼロベクトル {\displaystyle x\in {}^{\ast }H} に対し、{\displaystyle q({}^{\ast }T)x} は非ゼロ、もしくは {\displaystyle |q({}^{\ast }T)x|>1} と仮定して構わない。{\displaystyle q(T)} がコンパクトであることから、{\displaystyle q({}^{\ast }T_{w})x} は {\displaystyle q({}^{\ast }T)x} に無限に近く、したがって {\displaystyle |q({}^{\ast }T_{w})x|>1}（無限小の緩みを許せば）であることが分かる。いま {\displaystyle j} を {\displaystyle |q({}^{\ast }T_{w})\left(\Pi _{j}(x)\right)|<{\tfrac {1}{2}}} なる最大の添字とすれば、{\displaystyle {}^{\ast }E_{j}} に無限に近い標準元の成す空間が望みの不変部分空間となる。
バーンスタイン＝ロビンソンの論文のプレプリントを読んだ上で、ポール・ハルモスは彼らの証明を標準的な手法で以って再解釈した。 どちらの論文も Pacific Journal of Mathematics の同じ号に立て続けに載っている。ハルモスによる証明で使われた幾つかのアイデアは、もっと後のquasi-triangular作用素に関するHalmosの仕事に再び現れている。

## 他の応用

### 群論
有限生成群とその有限な生成集合（であって対称的なもの）が与えられるとケイリーグラフと呼ばれる局所有限グラフが構成できる。このグラフにおいて「半径nの球体」の濃度 {\displaystyle g(n):=\sharp S^{n}} を与える関数を成長度と呼ぶ。この関数自体は生成集合の取り方に依存するが、漸近的な性質はそれに依存しない。多項式成長度を持つ群に関するグロモフの定理は、成長度が多項式で抑えられる有限生成群は、常に有限指数の冪零部分群を持つことを示したものである。ファン・デン・ドリスとウィルキー は、この証明に用いられるasymptotic coneと呼ばれる距離空間の構成や性質の証明に超準解析を応用した。Asymptotic coneは超極限へと一般化されているが、これも超冪構成に基づくものであるから、超準解析的に構成することもできる。
ラリー・マネヴィッツとシュムエル・ワインバーガーは変換群に関するある結果を証明する際に超準解析を使用した。有理円周群 {\displaystyle \mathbb {Q} /\mathbb {Z} } は有限巡回群 {\displaystyle \mathbb {Z} /n\mathbb {Z} } たちの和集合（より正確には余極限）と見做すことが出来る。ここで {\displaystyle \mathbb {Z} /n\mathbb {Z} } の元 {\displaystyle k{\mbox{ mod }}n} は {\displaystyle \mathbb {Q} /\mathbb {Z} } の元 {\displaystyle k/n{\mbox{ mod }}1} に対応する。その意味で各有限巡回群は {\displaystyle \mathbb {Q} /\mathbb {Z} } の「局所化」と見做しうる。いま {\displaystyle M} を距離を持つコンパクト連結多様体とする。全ての有限巡回群 {\displaystyle \mathbb {Z} /(n)} が {\displaystyle M} に忠実かつ {\displaystyle K}-リプシッツに作用しているとしよう。彼らはこのとき有理円周群 {\displaystyle \mathbb {Q} /\mathbb {Z} } もまた {\displaystyle M} に忠実かつ {\displaystyle K}-リプシッツに作用することを示した。この証明では、全ての正整数で割り切れるような無限大超自然数 {\displaystyle \gamma } を取れば、{\displaystyle \mathbb {Q} /\mathbb {Z} } が超有限巡回群 {\displaystyle {}^{\ast }\mathbb {Z} /(\gamma )} に埋め込めることが用いられている。（なぜならどんな有理数も分母が {\displaystyle \gamma } の形に通分できるから。）移行原理によれば {\displaystyle {}^{\ast }\mathbb {Z} /(\gamma )} は {\displaystyle {}^{\ast }M} に忠実かつ {\displaystyle K}-リプシッツに作用している。その作用を適当に無限小だけ変形することで、{\displaystyle \mathbb {Q} /\mathbb {Z} } の {\displaystyle M} への忠実かつ {\displaystyle K}-リプシッツな作用が得られる。
局所コンパクトアーベル群上のフーリエ解析を初等的な有限アーベル群上のフーリエ解析に帰着するためにも超準解析は用いられる。これは局所コンパクトアーベル群が超準的な有限アーベル群（超有限アーベル群）によってある意味で近似できるという事実に基づく。

### トポロジー
位相空間論への最初の包括的な応用はロビンソンによる前掲書において与えられた。彼は距離空間および一般の位相空間における基本的な概念の超準的な特徴付けを与え、それを標準的な定理の証明に応用した。とりわけ次に示すコンパクト性の超準的特徴付けは、位相空間論に限らず、超準解析の応用に於いて広く用いられている。とくに、超準解析による最初期の成果であるバーンスタイン＝ロビンソンの定理は、この特徴付けを利用している。
定理. 位相空間 {\displaystyle X} がコンパクトであるのは {\displaystyle {}^{\ast }X} の全ての点が近標準的（nearstandard）であるときである。ここで超準点 {\displaystyle x\in {}^{\ast }X} が近標準的とは、ある標準点 {\displaystyle y\in X} に対して {\displaystyle x\in \mu _{X}(y):=\bigcap \{{}^{\ast }U\mid y\in U\colon {\mbox{open}}\}} が成り立つときを言う。
位相空間論へのさらなる応用はStroyan and Luxemburgに見られる。
代数トポロジーへの応用も存在する。M. C. McCordは超準解析に基づいて位相空間の新しいホモロジー群を構成した。このホモロジー群はホモロジー長完全系列が常に存在する点でチェックホモロジーとは異なる。実際、チェックホモロジーはコンパクトハウスドルフ空間に対してさえ完全系列を持つとは限らない。一方でコンパクト性の仮定のもとでチェックホモロジーと同型となる。さらに、チェックホモロジーが全てのコンパクトハウスドルフ空間について完全系列を持つことと、係数群が等式コンパクトであることとは同値である。このことは、係数群 {\displaystyle G} が等式コンパクトのときレトラクション {\displaystyle {}^{\ast }G\to G} が存在することと関係している。
形状理論への応用も存在する。形状理論は局所的に複雑な空間の形状を適切に扱うためのフレームワークを提供するものである。例えばワルシャワの円は殆ど円のような形状をしているのだが、その基本群は自明である。連続なループが原点を通るためには、 sin(1/x) によって作られる無限に長い経路を辿る必要があるが、それは不可能だからである。Karol Borsukの形状理論では、コンパクト距離空間 {\displaystyle X} が与えられたら、それを適当な大きな空間（ヒルベルト立方体）に埋め込んだ上で、{\displaystyle X} の開近傍たちを考える。すなわち {\displaystyle X} を膨らませた空間たちを考える。そこに適当なホモトピーの概念を導入し、そのホモトピー同値類を {\displaystyle X} の形状と呼ぶ。Sibe MardešićとJack Segalのアプローチでは、位相空間 {\displaystyle X} を近似する（適当なよい性質を備えた）空間の射影系を考え、射影系とその間の射をもとにして、シェイプ圏と呼ばれる圏を作る。どちらのアプローチも、所与の空間を少し膨らませた空間のホモトピーを見る、というアイデアでは共通している。Frank Wattenbergは超準解析に基づく位相空間の形状理論を与えた。このアプローチでは、まず空間を適当な大きな空間に埋め込み、それらを超準化した上で、もとの空間を無限小だけ膨らませ、その超準的なホモトピー同値類を考える。これはBorsukやMardešić–Segalのアプローチと類似であり、たくさんの上からの近似を考える代わりに、超準的に無限小だけ大きな上からの近似を考えるというアイデアに基づく。

### 測度論・確率論
測度論への応用としてはピーター・ローブによるローブ測度の構成が顕著である。これは測度論を用いる他の分野への応用の端緒となったものである。確率過程の理論への超準解析の応用（ブラウン運動をランダムウォークとして構成するものなど）はそのような応用の例であり、Albeverio et.al.はこの研究領域への優れた導入が含まれる。近接分野への応用としては、釜江による個別エルゴード定理の超準的証明がある。
Glenn ShaferとVladimir Vovkは、ゲーム論的確率論（離散的な時間軸上で繰り返される賭けゲームを基礎とする確率論）を連続時間確率過程の研究に接続するため、超準的手法を用いた。

### 微分方程式
ある種の微分方程式系（slow-fast系）において、系のパラメータを微小に変化させたとき、ある特異な振る舞いをする解（の一種）をアヒル解（duck solution）と呼ぶ。M. Dienerは、超準解析を用いてある種のslow-fast系のアヒル解の存在証明を与えた。この技法に触発され様々なアヒル解の存在証明が与えられている。
超冪構成は非線形の微分方程式の研究に現れるコロンボ超関数の構成にも用いられる。この理論では単に超冪構成が用いられているのみならず、内的集合や飽和原理といった超準解析的なツールが有効に用いられている。コロンボの理論は超準解析に基づく再解釈もなされている。

### 作用素環論
超準解析のモデルを構成する基本的な手法である超積構成はアラン・コンヌらによって作用素環の研究に応用されている。

### 組合せ論・組合せ数論
Mauro Di Nassoらはα-理論と呼ばれる超準化の反復を可能とする公理的超準解析の枠組みを開発し、これを加法的組合せ論をはじめとした研究に応用している。
テレンス・タオは「正の上密度を持つ自然数列は任意長の等差数列を部分列に持つ」というセメレディの定理の証明にローブ測度空間を応用した。

### 言語の拡張
しかしながら、超準解析の真の寄与は、超準集合論の新たな拡張された言語を用いた概念や定理の中にある。新たな応用のうちには、確率、流体力学、測度論、滑らかでない解析や調和解析などへの新しいアプローチがある。

### 微分積分学の教育への応用
数学教育への応用として、H・ジェローム・キースラーはElementary Calculus: An Infinitesimal Approachを著した。 これは超準微分積分学をカバーし、無限小元を含む超実数を用いた微分・積分計算を構築した。これらの超準解析の応用は有限超実数 {\displaystyle r} の標準部の存在に拠っている。{\displaystyle r} の標準部分 {\displaystyle \mathrm {st} (r)} は {\displaystyle r} に無限に近い標準実数である。キースラーが用いた視覚化の装置のひとつは、無限に近い点を区別する為の、無限拡大率を持つ仮想的な顕微鏡である。キースラーの本は現在絶版であるが、彼のウェブサイトから無料で利用できる（下記の参考文献を参照）。

## 批判
超準解析の優美さや幾つかの側面からの魅力にもかかわらず、批判もまた表明されている。エレット・ビショップ、アラン・コンヌ、ポール・ハルモスによる批判は超準解析に対する批判にある。

## 資料
- E. E. Rosinger, [math/0407178]. Short introduction to Nonstandard Analysis. arxiv.org.